# Tabanus moerens
Tabanus moerens är en tvåvingeart som beskrevs av Fabricius 1787. Tabanus moerens ingår i släktet Tabanus och familjen bromsar.
Artens utbredningsområde är Franska Guyana. Inga underarter finns listade i Catalogue of Life.